# Fort Colville
Ne doit pas être confondu avec Fort Colvile.
Fort Colville est un ancien poste militaire de la United States Army établi en 1859 dans le territoire de Washington. Initialement dénommé Harney's Depot, il fut plus tard désigné sous le nom de Camp Colville puis de Fort Colville. Il fut abandonné en 1883.